# Коллинз, Шон (американский хоккеист)
Шон Патрик Коллинс (англ. Sean Patrick Collins; 30 октября 1983, Трой, Мичиган) — американский хоккеист. Выступал за клуб НХЛ «Вашингтон Кэпиталз».

## Карьера игрока

### Ранние годы
Помимо хоккея, Шон также играл в бейсбол и принимал участие в многочисленных спортивных соревнованиях. Он посещал католическую школу Бишоп Фоли в Мадисон-Хайтс, Мичиган, прежде, чем в 2002 году окончить школу в Роки-Ривер, пригороде Кливленда, Огайо.
Во время сезона 2000/01 он стал членом местной хоккейной молодежной команды «Кливленд Бэронс», играющей в Североамериканской хоккейной лиге (NAHL), и в следующем сезоне забросил 6 шайб и сделал 22 результативные передачи, став Новичком года.
До поступления в колледж Шон провел сезон 2002/03 в «Су-Сити Маскетирс» в Хоккейной лиге США (USHL), где набрал 28 (6+22) очков.
В 2003 году Коллинс поступил в Университет штата Огайо и четыре сезона выступал за местную команду «Огайо Стэйт Бакайс» в Центральной студенческой хоккейной ассоциации (CCHA), неоднократно становясь лучшим защитником игровой недели. В 2004 году игрок был назван самым ценным первокурсником. По итогам сезона 2004/05 Шон был включен в символическую сборную CCHA. В 2005 году был назван лучшим атакующим защитником года. Сезон 2005-06 провел в качестве альтернативного капитана команды, а свой заключительный сезон в колледже 2006/07 провел в статусе капитана.

### Профессиональная карьера
В 2007 году подписал контракт с клубом НХЛ «Вашингтон Кэпиталз». Дебют на профессиональном уровне состоялся в АХЛ 25 марта 2007 года в составе фарм-клуба «Херши Беарс». В сезоне 2007-08 продолжил выступления за фарм-клубы, сыграв 12 матчей за «Херши» и 31 матч за «Саут-Каролина Стингрейс» в Хоккейной лиге Восточного побережья (ECHL), помагая клубу выйти в полуфинал Кубка Келли.
Следующий сезон 2008-09 Коллинс продолжил выступления за «Херши Беарс», сыграв в том числе в шести играх плей-офф Кубка Колдера и завоевав с командой этот трофей. Дебют в НХЛ состоялся 6 декабря 2008 года в выездной игре против «Торонто Мейпл Лифс». В сезоне 2008-09 сыграл 15 матчей в НХЛ за «Кэпиталз», отметившись одним голом и одной передачей. Летом 2009 года клуб продлил контракт с хоккеистом на два года.
Сезон 2009-10 Коллинс начинал в тренировочном лагере «столичных», но всё же был отправлен в «Херши», где и провел весь сезон, сыграв 63 матча и набрав 18 (1+17) очков. С фарм-клубом Шон второй год подряд выиграл Кубок Колдера, сыграв в плей-офф 15 игр и набрав 3 (1+2) очка.
В сезоне 2011-12 Коллинс сыграл два матча за «Кэпиталз». В течение лета в качестве свободного агента подписал контракт с «Нью-Йорк Рейнджерс» и на сезон 2012-13 был отправлен в фарм-клуб «Коннектикут Уэйлс», где провел 76 игр и набрал 13 (0+13) очков.
По окончании сезона хоккеист принял решение уйти из профессионального хоккея.